# Правосуддя

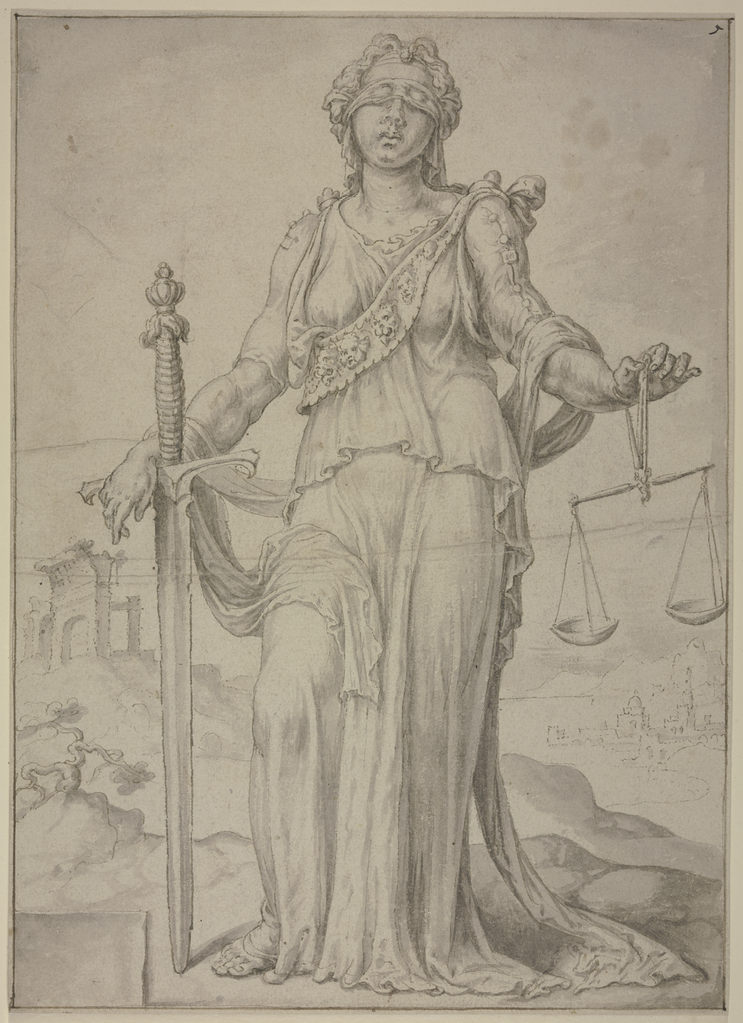
‘’Justitia’’ (Maarten van Heemskerk, 1556)

Правосу́ддя — самостійна галузь державної діяльності, яку здійснює суд шляхом розгляду і вирішення у судових засіданнях в особливій, встановленій законом, процесуальній формі цивільних, кримінальних, господарських, адміністративних справ.
|                                                     | Правосуддя – це справедливість у дії |
| — І. Самсін, Урядовий кур’єр. – 15.12.2011. – № 234 |                                      |

Стаття 124. Конституції України 
Правосуддя в Україні здійснюють виключно суди.
Делегування функцій судів, а також привласнення цих функцій іншими органами чи посадовими особами не допускаються.
Юрисдикція судів поширюється на будь-який юридичний спір та будь-яке кримінальне обвинувачення. У передбачених законом випадках суди розглядають також інші справи.
Законом може бути визначений обов’язковий досудовий порядок урегулювання спору.
Народ безпосередньо бере участь у здійсненні правосуддя через присяжних.
Україна може визнати юрисдикцію Міжнародного кримінального суду на умовах, визначених Римським статутом Міжнародного кримінального суду.
Стаття 127. Правосуддя здійснюють судді. У визначених законом випадках правосуддя здійснюється за участю присяжних.
Суддя не може належати до політичних партій, профспілок, брати участь у будь-якій політичній діяльності, мати представницький мандат, обіймати будь-які інші оплачувані посади, виконувати іншу оплачувану роботу, крім наукової, викладацької чи творчої.
На посаду судді може бути призначений громадянин України, не молодший тридцяти та не старший шістдесяти п’яти років, який має вищу юридичну освіту і стаж професійної діяльності у сфері права щонайменше п’ять років, є компетентним, доброчесним та володіє державною мовою. Законом можуть бути передбачені додаткові вимоги для призначення на посаду судді.

Для суддів спеціалізованих судів відповідно до закону можуть бути встановлені інші вимоги щодо освіти та стажу професійної діяльності.
«Правосуддя за своєю суттю визнається таким лише за умови, що воно відповідає вимогам справедливості і забезпечує ефективне поновлення в правах…»
 — абз. 10 п. 9 Рішення Конституційного суду України від 30 січня 2003 року у справі № 1-12/2003.

## Історія судочинства України
За княжої держави процес, цивільний і карний, вже дійшов форм прилюдного судочинства і відбувався в упорядкованій судовій системі. У судочинстві як цивільному, так і карному процес починався на домагання покривдженого, а в справах про важкі злочини  — після офіційного обвинувачення. Початок процесу базувався інколи на договорі зацікавлених сторін про віддачу справи до суду. У карних справах часом процесові передувало слідство. Суд був усний і прилюдний при участі громади. Після доказового справування суддя (кн. або його урядовець, «судні люди» в громадському суді і т. д.) ухвалював вирок. Карні вироки виконував звичайний кн. або його урядовці.
За литовсько-польської доби, як і за попередньої, діяло тільки матеріальне право, яке не розрізняло процесуального права. Процесом, як раніше, диспонували сторони, хоч роль у ньому суду посилилась. Процес звався «поступком правним»: йому звично, особливо у карних справах, передувало слідство, на підставі якого суд видавав позов. Розправа звалася «розсудком» і мала на меті «доводження справедливості». Процес був явний і усний, тільки вирок, званий «декретом», вирішував суд на закритому засіданні. Вирок можна було оскаржити або апелювати. Існувало особливе карне судочинство, зване «скрутинією», яке було подібне до західно-європейського інквізиційного процесу, хоч у лагіднішій формі. Скрутатори допитували свідків на місці злочину в неприсутності обвинуваченого, а запис такого слідства був підставою для вироку як єдиний доказ. У Галичині судочинство спершу зберігало традиційні форми, але згодом, зокрема по реформі 1434, було замінене.
За Гетьманщини процес став більше формальним під російським впливом і внаслідок реформ 18 ст. Поєднання судової і адміністративної влади в руках козацької старшини, як і велике число апеляційних інстанцій, мало неґативний вплив на судочинство. Процес починався скаргою позовника. Позваний вносив одвід (або отпор), «вибачення» і «збивання позову». Після доказової процедури перед явним судом, суд на закритому засіданні ухвалював вирок. Апеляційний суд розглядав справу на підставі актів. На Запоріжжі процесові форми були вільніші, але виразно панував принцип прилюдності. Інколи самі козаки брали участь у виконанні вироку.
Під Росією ще деякий час діяли процесові норми Литовського Статуту, але незабаром (Указ «О форме суда» — 1723) на українських землях уведено російський карний процес, типовий інквізиційний процес з функцією досліджування, обвинувачення і судження в одних руках. Закон 1832 не змінив цього процесу по суті, хоч вже 1801 скасовано формально (але не фактично) тортури як процесовий доказовий засіб. Щойно «Устав уголовного судопроизводства» (1864) скасував інквізиційну форму, увів гласність, усність і взагалі віддзеркалював частково ліберальні течії Західної Європи (наприклад, суди присяжних), як закон 1887 увів знову обмеження (скасував суди присяжних, гласність тощо). Також цивільний процес був змінений новим кодексом 1864, який ґрунтувався на зразках французького кодексу з засадами диспозиційності, усності, гласності і вільної оцінки доказового матеріалу; матеріальне право було вже цілком відокремлене від процесового (формального).
Під Австрією на українських землях процесуальне право розвивалося під західно-європейським впливом. Модерний кодекс цивільного права запроваджено 1895 р.; він базувався на засадах усності, гласності і права апеляції до двох інстанцій та ревізії Найвищого Суду у Відні. Кодекс карного процесу 1873 відокремлював функції обвинувачення і судження; суд був усний, безпосередній і гласний та спрямований до виявлення матеріальної правди.
Період української державності 1917 — 20рр. не приніс практично ніяких нововведень у ділянці судочинства; діяли далі закони Росії та Австрії з конечними змінами.
На українських землях під Польщею діяли спершу закони попередніх режимів. Тільки 1928 р. уніфіковано польський карний процес із збереженням засад гласності, усності і матеріальної правди як підстави вироку та суворого розрізнення між обвинуваченням, що було в руках прокурора, і судженням у руках суду як незалежного органу. Кодекс цивільного процесу видано 1930 р. на засадах, які не відрізнялися від попередніх законів, що діяли на території Польщі.
На українських землях у складі СРСР був схвалений 24 листопада 1917 р. Радою Народних Комісарів РРФСР декрет про суд ч. 1, що скасував судочинство царської Росії і почав творити нову, радянську систему. На декреті про суд майже повністю будувалася постанова Народного Секретаріату УРСР від 4 січня 1918 р. «Про запровадження народного суду» і Декрет Ради Народних Комісарів України від 14 лютого 1919 р. про «Тимчасове положення про народні суди та Рев. Трибунали». Ці декрети про суди обіймали також процедуральні постанови. (Про ранній розвиток див. Судоустрій). З деякою відмінністю будувалися на російських кодексах перші українські процесові кодекси: цивільні з чинністю з 31 жовтня 1924 р. і з 1 грудня 1929 р., та карні з чинністю з 13 вересня 1922 р. і з 15 вересня 1927 р. Конституція СРСР 1936 р. увела засаду, що карні й цивільні, матеріальні й формальні закони (а також закони про судоустрій) кожної республіки повинні базуватися на принципах, встановлених для усього Союзу. Вони є підставою для нині обов'язкових законів УРСР про карне й цивільне судочинство п. н. «Основи кримінального судочинства Союзу РСР і союзних республік» від 25 грудня 1958 р. та «Основи цивільного судочинства Союзу РСР і союзних республік» від 8 грудня 1961 р.. Відповідно до цих «Основ…» Верховна Рада УРСР затвердила 28 грудня 1960 р. «Кримінальпо-процесуальний Кодекс УРСР», a 18 липня 1963 р. і «Цивільний Процесуальний Кодекс УРСР».

## Засади судочинства
Основними засадами судочинства є верховенство права та:
1) рівність усіх учасників судового процесу перед законом і судом;
2) забезпечення доведеності вини;
3) змагальність сторін та свобода в наданні ними суду своїх доказів і у доведенні перед судом їх переконливості;
4) підтримання публічного обвинувачення в суді прокурором;
5) забезпечення обвинуваченому права на захист;
6) гласність судового процесу та його повне фіксування технічними засобами;
7) розумні строки розгляду справи судом;
8) забезпечення права на апеляційний перегляд справи та у визначених законом випадках - на касаційне оскарження судового рішення;
9) обов’язковість судового рішення.
Законом можуть бути визначені також інші засади судочинства.

## Форми судочинства
Судочинство здійснюється у наступних формах:
- конституційне судочинство;
- кримінальне судочинство;
- судочинство у справах про адміністративні правопорушення;
- цивільне судочинство;
- господарське судочинство;
- адміністративне судочинство.

## Судочинство в умовах карантину з протидії поширенню хвороби COVID-19
22 квітня 2021 року Вища рада правосуддя разом з Консультативною місією Європейського Союзу з реформування сектору цивільної безпеки України презентували «Уніфіковані рекомендації для судів щодо безпечної роботи в умовах карантину».